# Patricia Ryan (Politikerin)

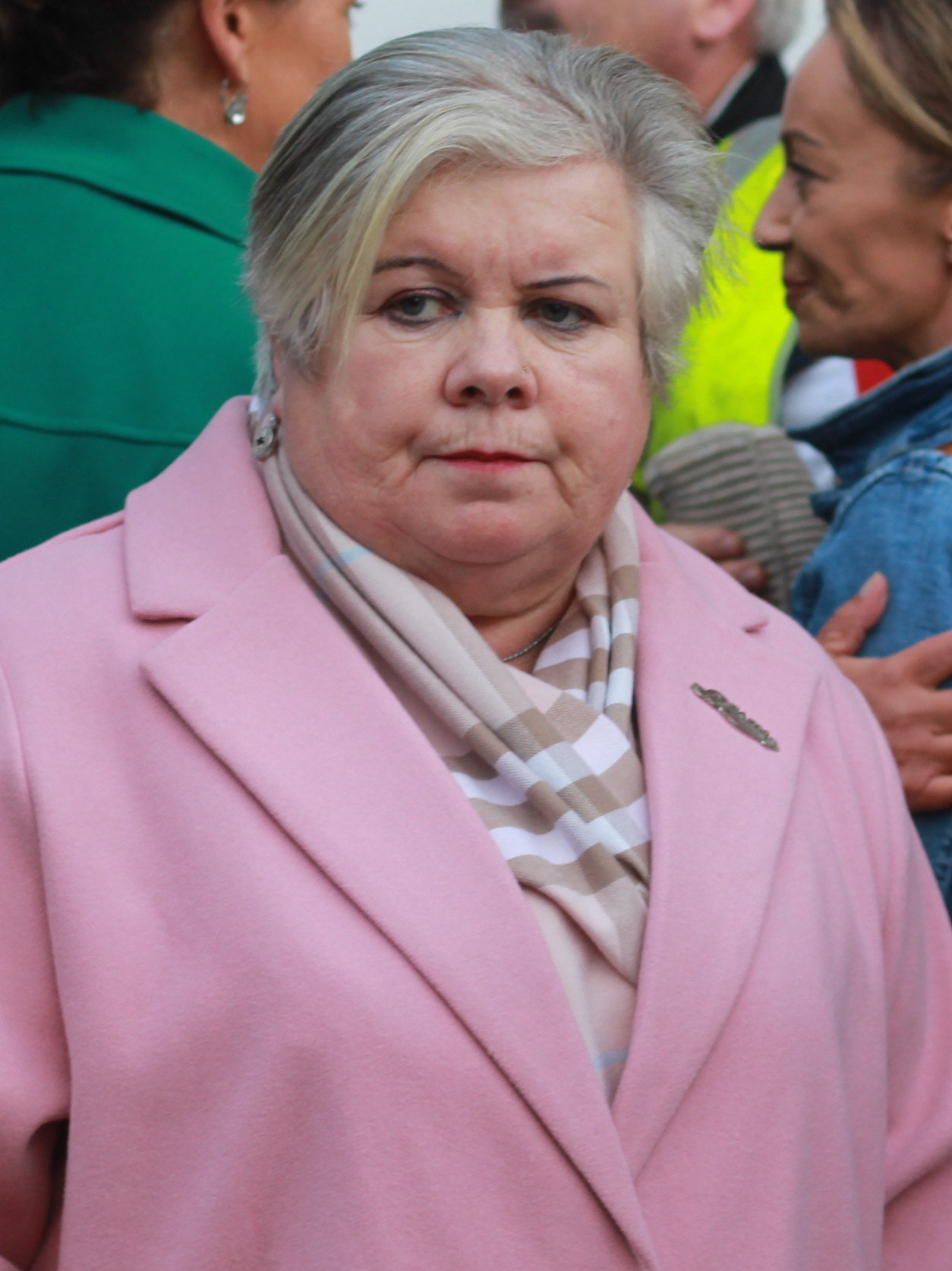
Patricia Ryan (2022)

Patricia Ryan (* 3. März 1969 in Ballybrittas, County Laois, Irland) ist eine irische Politikerin, die von 2020 bis 2024 Abgeordnete im Dáil Éireann war. Bis zum 9. Oktober 2024 war sie Mitglied der Sinn Féin.

## Leben
Ryan hat einen Abschluss als Diplom-Designerin und arbeitete zunächst als Vertrauensperson der Gewerkschaften. Bei den Wahlen zum Dáil Éireann 2016 versuchte sie erstmals, allerdings ohne Erfolg, im Wahlkreis Kildare South gewählt zu werden. 2019 gelang es ihr knapp in den Kildare County Council gewählt zu werden. 2020 konnte sie dann in den Dáil Éireann einziehen. Ihren Sitz verlor sie allerdings bei der Wahl 2024 wieder.
Ryan verbreitete Verschwörungstheorien zu den Terroranschlägen vom 11. September 2001. Dafür entschuldigte sie sich später.

## Privates
Patricia Ryan ist mit Michael verheiratet, mit dem sie zwei Söhne hat.